# Prostitueret (film fra 1926)
Prostitueret (russisk: Проститутка) er en sovjetisk film fra 1926 af Oleg Frelich.

## Medvirkende
- Olga Bonus som Varvara
- Mark Donskoj
- L. Krasina
- Ivan Lagutin som Vasilij Dmitritj
- Aleksandr Ledasjjev